# せんだい海手線ループバス

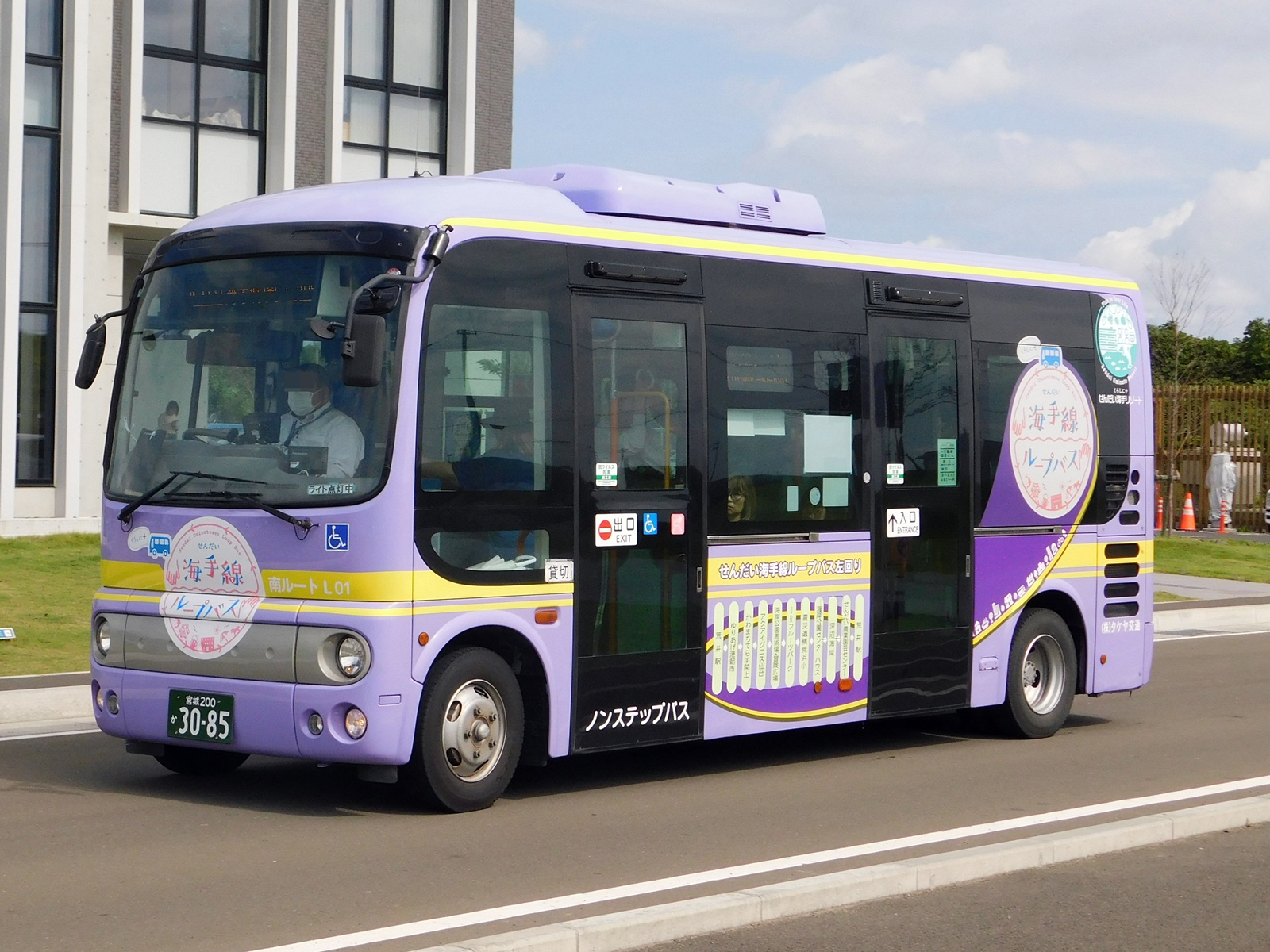
せんだい海手線ループバス（2024年）

せんだい海手線ループバス（せんだいうみのてせんループバス）は、仙台市沿岸エリアを運行する路線バス。観光推進事業として仙台市観光戦略課が企画し、タケヤ交通が運行する。

## 沿革
- 2023年7月17日 - 8月20日

観光庁により採択されたブルーツーリズム推進支援事業の一環として、仙台市沿岸エリアを周遊する路線バスを運行。荒井駅を始発として、名取市閖上地区までを結ぶ。
- 2024年7月1日 - 9月30日

昨年に続き採択されたブルーツーリズム推進支援事業の一環として、仙台市沿岸エリアを周遊する路線バスを運行。荒井駅を中心として、前年と同様の南ルートのほか、中野栄駅とを結ぶ北ルートを新設した。
- 2025年7月1日 - 2026年2月28日予定

昨年までの循環バスから、ゆりあげ港朝市を終点とするルートに変更。運行期間も大幅に拡大された。

## 運行経路

### 2023年
右回り（左回りの場合は逆）
荒井駅 - せんだい農業園芸センター - 震災遺構荒浜小・JRフルーツパーク - 深沼海岸 - 海岸公園センターハウス - 海岸公園馬術場・冒険広場 - アクアイグニス仙台 - かわまちてらす閖上 - ゆりあげ港朝市 - 荒井駅

### 2024年
南ルート・右回り（左回りの場合は逆）
荒井駅 - せんだい農業園芸センター - 震災遺構荒浜小 - 深沼海岸 - 海岸公園センターハウス - JRフルーツパーク - 海岸公園馬術場・冒険広場 - アクアイグニス仙台 - かわまちてらす閖上 - ゆりあげ港朝市 - 荒井駅
北ルート
荒井駅 - 鐘崎総本店 笹かま館 - 海岸公園（岡田地区） - なかの伝承の丘・郷愁館 - 蒲生日和山 - キリンビール仙台工場 - 仙台うみの杜水族館 - 三井アウトレットパーク 仙台港 - 中野栄駅

### 2025年
荒井駅 - せんだい農業園芸センター - 震災遺構荒浜小 - 深沼海岸 - 海岸公園センターハウス - JRフルーツパークあらはま - 海岸公園馬術場・冒険広場 - アクアイグニス仙台 - かわまちてらす閖上 - ゆりあげ港朝市

## 運賃（1日乗車券）
- 500円（小児 250円）

支払いは、降車時の精算（現金・クレジットカード・Suica等の交通系電子マネー・二次元バーコード決済）、もしくは仙台MaaSによる事前決済に限られる。
2024年の運行時には、南ルート・北ルートの共通1日乗車券も設定された。